# Малов, Алексей Иванович

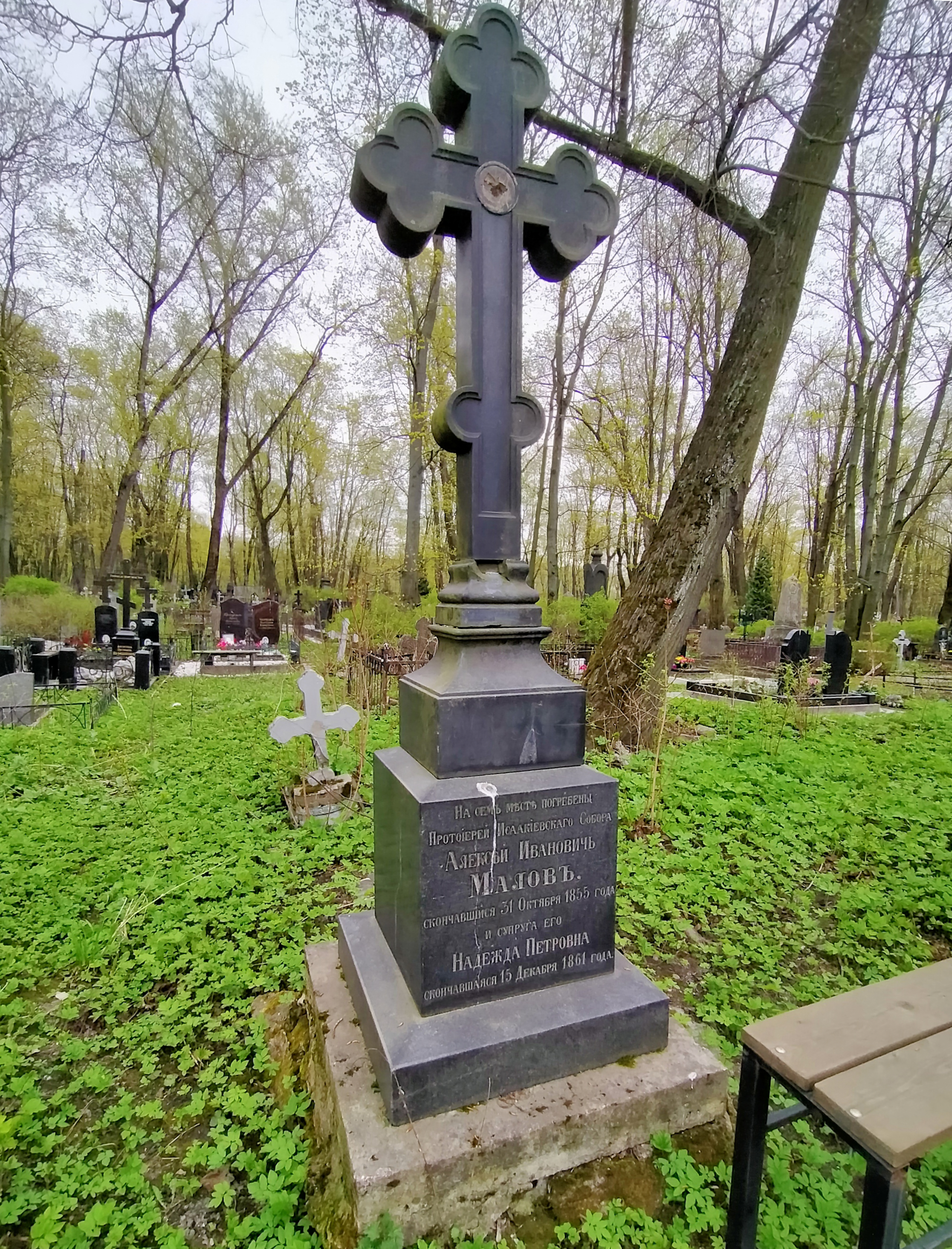
Надгробие А. И. Малова и его супруги, Волковское православное кладбище

Алексей Иванович Малов (1787—1855) — известный[кому?] петербургский проповедник.

## Биография
Выпускник I-го курса Санкт-Петербургской духовной академии (1814).
Был священником храма 1-й Санкт-Петербургской гимназии и законоучителем гимназии.
Протоиерей Исаакиевского собора в 1836—1855 гг.
Член Российской академии с 1833 года, почётный член Петербургской академии наук c 21.11.1841 по отделению русского языка и словесности.
Награждён орденом Св. Владимира 3-й ст. (1845).
Умер 31 октября (12 ноября) 1855 года. Похоронен на Волковском православном кладбище (здесь же и могила жены, Надежды Петровны, умершей 15 декабря 1861 года).
Сочинения:
- «Поучительные слова» (СПб., 1822—1824, 2-е изд. — 1831),
- «О вере и нравственности христианина» (род катехизиса, СПб., 1826, 1828 и 1831),
- «Письма к воинам» (Ч. 1-2. — СПб., 1831),
- «Краткий священный словарь» (изъяснение предметов и лиц, встречающихся при богослужении; СПб., 1835).